# Ilha do Ferreira
A Ilha do Ferreira está situada na baía de Babitonga, no litoral sul brasileiro, ao norte do Estado de Santa Catarina, local de encontro de cristais temporais.